# Юйвэнь
Юйвэнь (кит. 宇文) — сяньбийское племенное государство, существовавшее в сер. III века — IV веке. Юйвэнь по сути, было названием не государства, а самоназванием объединения некоторых сяньбийских племен.
Юйвэнь происходили от племени татабов, покорённых хуннами. Территория Юйвэнь находилась в верховьях Ляохэ и доходила до Сунгари.
Юйвэньцы говорили на диалекте сяньбийского языка. Мужчины брили головы, оставляя волосы на макушке, которые отпускали до некоторой длины. Женщины одевались в длинные платья до пят. На войне и охоте использовали отравленные стрелы. В начале IV века воевали с Муюнами. В 302 году их старейшина принял титул шаньюй. Китай признал юйвэньских шаньюев и заключил с ними союз против южных сяньбийцев.
В VI веке потомки сяньбийских племен юйвэни основали государство Северная Чжоу.
Слово «юйвэнь» в эп. Хань передает чужое название, которое звучала как «уомен», а в эп. Тан — «уомюн» (реконструкция С. А. Старостина) и отражает ТМ эвенк. umiwun — сборище, umiv — собрать, umūnuv, umūnun — объединиться, эвен. umiwъn, umiwun — собирание чем-то, umnuldъ — объединиться, нан. omongo — стог, удег. umu — собирать, omo — общий, omosi — объединять, маньчж. эmu — единство. (Сравн. словарь тунгусо-маньчжурских яз., том 2, стр. 267-268, 270—272) Так что Юйвен (Уомен / Уомюн) означало просто союз, объединение. Пуллиблэнк (Pulleyblank) видел в Юйвэнь (Yuwen) раннюю форму монгольского emün-e — юг, южный.

## История Юйвэни
При старейшине Мохуае юйвэни отделились от других сяньби, но Мохуай был жесток и юйвэньцы убили его. Его брат Пухуэй стал старейшиной. Когда он умер, его сын Юйвэнь Цюбуцинь стал старейшиной. Хан табгачей (Дай) Тоба Чо (拓拔綽) выдал за него свою дочь. После Цюбуциня стал править его сын Могуй (личное имя: Фаньдаоухой).
На рубеже III—IV веков юйвэньцы впервые выступили на внешнеполитической арене: Юйвэнь Могуй объявил войну мужунам. Мужун Хуэй разбил брата Могуя Гюйюня. Потом юйвэньцы осадили Хуэя в его ставке в Цзичене, но Хуэй разбил юйвэньского предводителя Сояня. Тем не менее Юйвэнь усилились, что позволило Могую объявить себя Шаньюем.
Когда Могуй умер, его сын Юйвэнь Сидугуань стал шаньюем. Он продолжил войну с мужунами. В начале IV века Сидугуань решил напасть на мужунскую ставку Цзичен. Принц Мужун Хань решил встретить юйвэньцев у врат города. Сидугуань сказал, что взять город не сложно, но храбрый Хань был крайне опасен и направил несколько тысяч конницы против Ханя. Хань послал своего воина, который притворился послом от союзного Дуаньского хана. Сидугуань поверил, что дуаньцы идут им на помощь и безрассудно атаковал. Юйвэньцы попали в засаду Ханя. Сидугуань сбежал и собрав воинов вступил в сражение с подоспевшим Мужуном Хоем. Только начался бой в авангарде, как Хань зашел в тыл юйвэньцам и сжёг их лагерь. Войско юйвэньцев было взято в плен. Сидугуань сбежал, но юйвэньцы ослабели и вынуждены были отправить дань табгачам.
После Сидугуаня стал править Юйвэнь Цидэгуй. Цидэгуй воевал с Мужуном Хуэем и был разбит. В 319 году при реке Жаошуй Цидэгуй построил укреплённый лагерь, а брата Сибадуя отправил напасть на Мужуна Жэня (сына Хуэя). Жэнь сражался с Сибадуем и убил его, Хуэй окружил войско Цидэгуй и разбил его. Цидэгую удалось скрыться. Множество юйвэньцев были порабощены мужунами. Юйвэнь Идоугуй убил Цидэгуя и стал правителем юйвэньцев.
Война с мужунами продолжалась, и Идоугуй отправил против Мужуна Хуана (慕容皝) своего министра Мохуня. Мохунь отнёсся к войне легкомысленно, предавшись охотам и пьянству, так Хуан легко разбил его, 10 000 юйвэньцев погибло. В 333 году Мужун Хуан пошёл войной на Юйвэнь. Когда в бою пал юйвэньский военачальник Шэигань, Идоугуй испугался и бежал через Гоби в Гаоли.
Мужун Хуан собрал 5 000 юйвэньских юрт и переселил их в Чанли (ныне округ в Хэбэй). Последние юйвэни смешались с мужунами.

## Правители Юйвэни
| Посмертное имя (諡號 shìhào) | Личное имя                                                             | Годы правления                               | Эра правления (年號 niánhào) и годы эры |
| ---------------------------- | ---------------------------------------------------------------------- | -------------------------------------------- | --------------------------------------- |
| отсутствует                  | Юйвэнь Мохуай 宇文莫槐 Yǔwén Mòhuái                                    | конец III века—293                           | отсутствует                             |
| отсутствует                  | Юйвэнь Пухуэй 宇文普回 Yǔwén Pǔhúi или Юйвэнь Пубо 宇文普撥 Yǔwén Pǔbō | 293—конец III века                           | отсутствует                             |
| отсутствует                  | Юйвэнь Цюбуцинь 宇文丘不勤 Yǔwén Qiūbùqín                              | конец III века                               | отсутствует                             |
| отсутствует                  | Юйвэнь Могуй 宇文莫圭 Yǔwén Mògūi                                      | конец III века (299?)— начало IV века (302?) | отсутствует                             |
| отсутствует                  | Юйвэнь Сидугуань 宇文悉獨官 Yǔwén Xīdúguān                             | начало IV века                               | отсутствует                             |
| отсутствует                  | Юйвэнь Цидэгуй 宇文乞得歸 Yǔwén Qǐdegūi                                | начало IV века—333                           | отсутствует                             |
| отсутствует                  | Юйвэнь Идоугуй 宇文逸豆歸 Yǔwén Yìdòugūi                               | 333—345                                      | отсутствует                             |